# Gállego
El Gállego (en aragonès, Galligo) és un afluent del marge esquerre de l'Ebre. Naix al Pirineu, a la zona del coll de Portalet (pròxim a Sallent de Gállego i a les pistes d'esquí de Formigal), i acaba el seu curs a l'Ebre a la ciutat de Saragossa. El seu nom ve del llatí Gallicum ('de les Gàl·lies'), ja que naix a la mateixa frontera entre els estats espanyol i francès.